# Santa Maria della Catena
De Santa Maria della Catena (Nederlands: Heilige Maria van de Ketting) is een rooms-katholieke kerk in de Siciliaanse hoofdstad Palermo. Het kerkgebouw staat tussen de Via della Calla en de Corso Vittorio Emanuele, ten zuiden van de haven. 

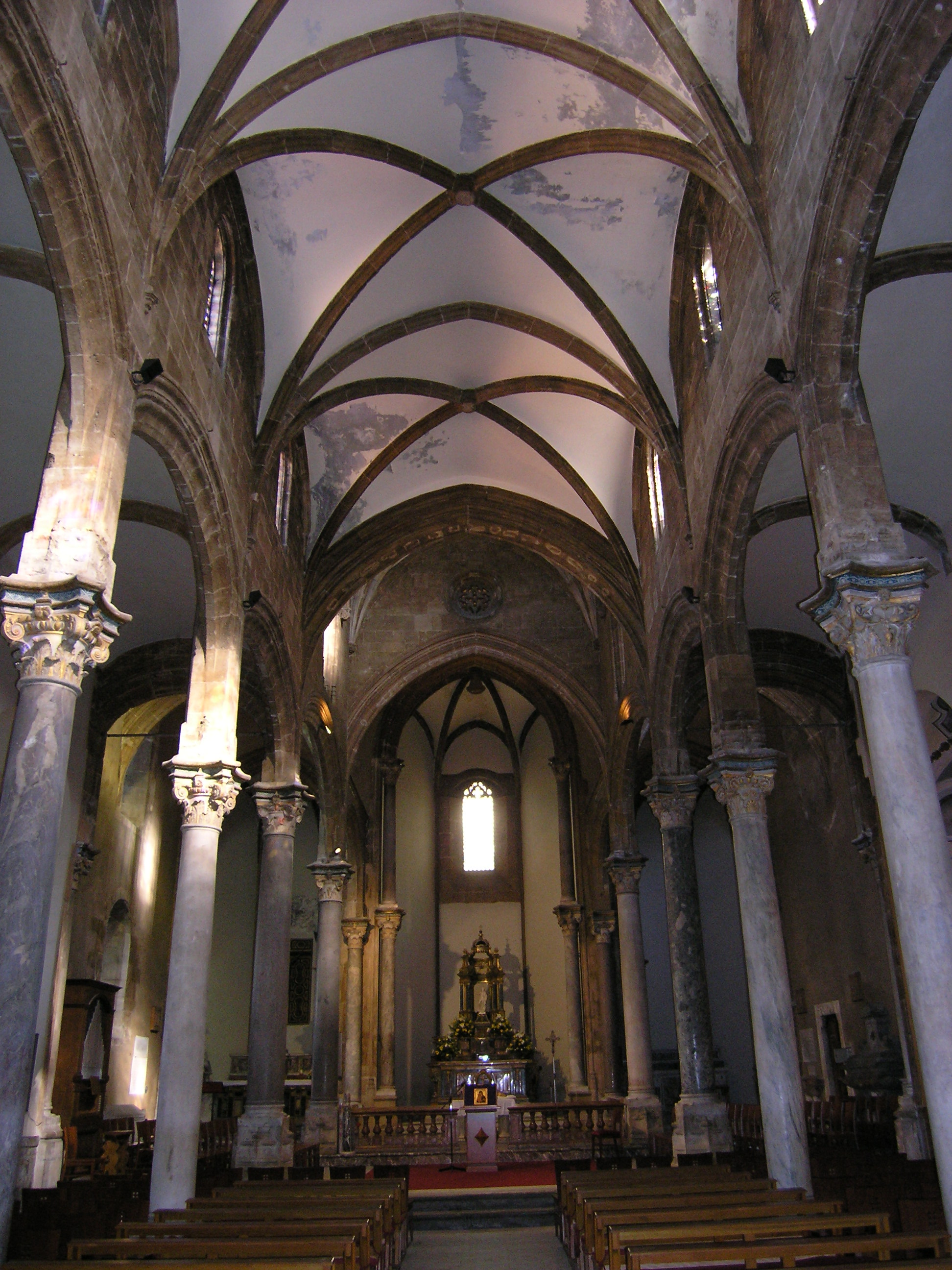
Interieur

De ketting in de naam van de kerk verwijst naar de ketting die vroeger 's nachts in de buurt van de kerk de haven afsloot. 
De kerk werd gebouwd tussen 1490 en 1520 in de Catalaans-gotische bouwstijl. Een loggia met drie arcades leidt naar de ingang van de kerk. Het interieur bestaat uit drie beuken en hoge zuilen die in de achttiende eeuw gerenoveerd werden in barokke stijl. Deze barokke versierselen zijn intussen verwijderd om het oorspronkelijke uiterlijk van de kerk zichtbaar te maken.